# Cao Lộc
Cao Lộc là một huyện biên giới thuộc tỉnh Lạng Sơn, Việt Nam.

## Địa lý
Huyện Cao Lộc nằm ở phía đông bắc của tỉnh Lạng Sơn, có vị trí địa lý:
- Phía đông và phía bắc giáp Quảng Tây, Trung Quốc
- Phía tây giáp huyện Văn Lãng, huyện Văn Quan và thành phố Lạng Sơn
- Phía nam giáp huyện Chi Lăng và huyện Lộc Bình.

Thành phố Lạng Sơn nằm trọn trong lòng huyện, chia huyện Cao Lộc thành hai phần. Trong đó, hai xã Tân Thành và Xuân Long nằm về phía tây nam thành phố Lạng Sơn, tách rời với phần còn lại của huyện.
Huyện Cao Lộc có diện tích 643,8 km², dân số năm 2019 là 79.873 người, huyện lỵ là thị trấn Cao Lộc cách thành phố Lạng Sơn 3 km về phía đông bắc, cách thành phố Cao Bằng 124 km về hướng đông nam và cách Cửa khẩu Quốc tế Hữu Nghị 15 km về phía nam. Quốc lộ 4 chạy qua địa bàn huyện theo hướng tây bắc - đông nam.

## Hành chính
Huyện Cao Lộc có 22 đơn vị hành chính trực thuộc, bao gồm:
- 2 thị trấn: Cao Lộc (huyện lỵ), Đồng Đăng;
- 20 xã: Bảo Lâm, Bình Trung, Cao Lâu, Công Sơn, Gia Cát, Hải Yến, Hòa Cư, Hồng Phong, Hợp Thành, Lộc Yên, Mẫu Sơn, Phú Xá, Tân Liên, Tân Thành, Thạch Đạn, Thanh Lòa, Thụy Hùng, Xuất Lễ, Xuân Long, Yên Trạch.

Thị trấn Đồng Đăng và các xã Mẫu Sơn, Xuất Lễ, Cao Lâu, Thanh Lòa, Bảo Lâm giáp biên giới.

## Lịch sử
Châu Cao Lộc thuộc tỉnh Lạng Sơn được thành lập vào năm Thành Thái thứ 4 trên cơ sở tách ba tổng Cao Lâu, Trinh Nữ, Hoài Viễn thuộc châu Lộc Bình và tổng Hoàng Đồng thuộc châu Thoát Lãng. Lỵ sở của châu ban đầu đặt tại Bản Ranh (tổng Cao Lâu), sau dời về Bản Xâm (cũng thuộc tổng Cao Lâu). Đến năm Thành Thái thứ 10, lỵ sở được chuyển đến phố Kỳ Lừa.
Sau năm 1975, huyện Cao Lộc thuộc tỉnh Cao Lạng, gồm 18 xã: Cao Lâu, Công Sơn, Gia Cát, Hải Yến, Hòa Cư, Hoàng Đồng, Hợp Thành, Lộc Yên, Mai Pha, Mẫu Sơn, Quảng Lạc, Tân Liên, Tân Thành, Thanh Lòa, Thạch Đạn, Xuất Lễ, Xuân Long và Yên Trạch.
Ngày 30 tháng 8 năm 1977, sáp nhập 4 xã: Hoàng Đồng, Hợp Thành, Mai Pha và Quảng Lạc vào thị xã Lạng Sơn (nay là thành phố Lạng Sơn).
Ngày 29 tháng 12 năm 1978, huyện Cao Lộc thuộc tỉnh Lạng Sơn vừa được tái lập.
Ngày 10 tháng 6 năm 1981, Hội đồng Chính phủ ban hành Quyết định số 246-CP. Theo đó:
- Chuyển thị trấn Đồng Đăng và 6 xã: Hồng Phong, Phú Xá, Bình Trung, Bảo Lâm, Thụy Hùng A (sau đổi là xã Thụy Hùng), Song Giáp thuộc huyện Văn Lãng (trước đó thuộc huyện Văn Uyên cũ) về huyện Cao Lộc quản lý
- Hợp nhất xã Thạch Đạn và xã Bảo Lâm thành xã Thạch Lâm
- Tách các xóm Đông Nọi, Chè Lân, Thâm Áng, Pàn Danh của xã Lộc Yên để sáp nhập vào xã Hoà Cư
- Sáp nhập xã Lộc Yên (trừ 4 xóm Đông Nọi, Chè Lân, Thâm Áng, Pàn Danh) và xã Thanh Loà thành xã Lộc Thanh.

Ngày 13 tháng 11 năm 1986, chia lại xã Thạch Lâm thành 2 xã: Thạch Đạn và Bảo Lâm.
Ngày 22 tháng 11 năm 1986, chuyển xã Hợp Thành của thị xã Lạng Sơn (trừ hợp tác xã Liên Thành sáp nhập vào xã Đông Kinh) trở lại huyện Cao Lộc quản lý.
Ngày 29 tháng 8 năm 1994, thành lập thị trấn Cao Lộc (thị trấn huyện lỵ huyện Cao Lộc) trên cơ sở một phần diện tích và dân số của xã Hợp Thành.
Ngày 29 tháng 8 năm 2000, chia lại xã Lộc Thanh thành 2 xã: Lộc Yên và Thanh Lòa.
Ngày 25 tháng 2 năm 2016, thị trấn Đồng Đăng mở rộng được công nhận là đô thị loại IV.
Ngày 1 tháng 1 năm 2020, sáp nhập xã Song Giáp vào xã Bình Trung.
Huyện Cao Lộc có 2 thị trấn và 20 xã trực thuộc như hiện nay.

## Giao thông
Có Quốc lộ 1, quốc lộ 4A đi qua. Đây cũng là điểm cuối của đường cao tốc Bắc Giang – Lạng Sơn. Ở đây có Cửa khẩu Quốc tế Hữu Nghị nối sang thành phố Bằng Tường của tỉnh Quảng Tây (Trung Quốc).